# Música beat
A música beat, também conhecida como merseybeat (para bandas de Liverpool), ou brumbeat (para bandas de Birmingham), é um gênero de música popular desenvolvido no Reino Unido no começo da década de 1960.
Trata-se de uma fusão do rock e da música pop. Grupos de beat tinham caracteristicamente formações simples, dominadas por uso de guitarras elétricas, harmonias vocais e melodias pegajosas.
A música beat não tem relação com a geração beat, movimento literário da década de 1950.